# Benoît Du Pac
Pour les articles homonymes, voir Du Pac.
Benoît Du Pac, né le 17 mars 1968 à Boulogne-Billancourt, est un acteur et directeur artistique français.
Spécialisé dans le doublage, il est notamment la voix française régulière de Charlie Day, Brian Krause, Stephen Lobo, Steven Yeun, ainsi que la voix des personnages Eikichi Onizuka dans Great Teacher Onizuka, de Shadow dans la franchise Sonic the Hedgehog et de Mark Grayson dans Invincible. En parallèle, il dirige de nombreux doublages français depuis les années 2000, notamment l'univers The Walking Dead et ses séries dérivées.

## Biographie
Après des études supérieures en droit à l'Université de Paris X (Nanterre), Benoit du Pac s'oriente vers une carrière de comédien. Il fait des études d'art dramatique au cours Jean Perimony puis aux cours Florent. Il commence très vite à jouer au théâtre dans des grandes productions parisiennes aux côtés de Francis Perrin (Volpone), Michel Serrault (Knock), Robert Hossein (Angélique), Pierre Santini (Cyrano de Bergerac) avec lequel il jouera 250 fois le rôle de Christian.
Il enchaîne 750 représentations de Boeing Boeing sous la direction de Marc Camoletti au Théâtre Michel.
On le voit[style à revoir] également dans divers films, téléfilms et programmes courts. Tout en continuant à tourner, Benoit se spécialise dans le doublage aussi bien en tant que comédien qu'en tant que directeur artistique.
Il est le père des acteurs Thelma et Jean-Stan Du Pac.

## Théâtre
- 1991 : Esther
- 1992 : Volpone
- 1993 : La Maison de la nuit
- 1995 : Knock : Jean
- 1996 : L'Avare :  Valère
- 1996-1997 : Angélique : Philippe de Plessis-Bellière
- 1997 : Molière malgré lui
- 1998-2000 : Cyrano de Bergerac : Christian
- 2000 : Le vrai Francis
- 2002-2004 : Boeing Boeing : Bernard
- 2016 : Le Misanthrope VS Politique

## Filmographie

### Cinéma

#### Longs métrages
- 2001 : La Vérité si je mens ! 2 de Thomas Gilou : l'interne
- 2007 : Ma place au soleil d'Éric de Montalier : ?
- 2019 : Ibiza d'Arnaud Lemort : Didier
- 2020 : L'Origine du monde de Laurent Lafitte : le père de Valentine
- 2024 : On fait quoi maintenant ? de Lucien Jean-Baptiste : Jérôme

#### Court métrage
- 2016 : For One de Mathieu Rivolier : Paul Dullin

### Télévision

#### Téléfilms
- 2002 : Patron sur mesure de Stéphane Clavier : le banquier
- 2008 : Le Monde est petit de Régis Musset : Père
- 2008 : Le Nouveau monde d'Étienne Dhaene : Greg

#### Séries télévisées
- 1993 : Scrupules de Massimo Manganaro
- 1993 / 2003 : Nestor Burma, épisode Mic mac moche au Boul'Mich d'Henri Helman : ? / épisode Machinations pour machines à sous de Laurent Carcélès : ?
- 2001 : Un homme en colère, épisode Pour un monde meilleur : Pierre
- 2004 : Alex Santana, négociateur de Denis Amar : ?
- 2004 : Navarro, épisode Zéro pointé de Patrick Jamain : l'interne
- 2005 : Merci, les enfants vont bien, épisode Restons zen! de Stéphane Clavier : Karl Salvador
- 2006 : Léa Parker, épisode L'hippodrome de Dennis Berry : ?
- 2006 / 2015 : Section de recherches, épisode Handicap de Klaus Biedermann : Mathias Valois / épisode Une femme de trop de Didier Delaître : Denis Carmina
- 2007 : Femmes de loi, épisode Pour le meilleur… d'Hervé Renoh : Maître Fleuret
- 2008 : Joséphine, ange gardien, épisode Paris Broadway de Patrick Malakian : le banquier
- 2008 : Paris, enquêtes criminelles, épisode Complot de Gérard Marx : Maître Morel
- 2009 : Enquêtes réservées, épisode La voix dans la nuit de Benoît d'Aubert : François Vidal
- 2009 : Les Toqués, épisodes Pilote et La Ruée vers l'or de Patrick Malakian : le commandant Brunet
- 2013 : Le Sang de la vigne, épisode Les veuves soyeuses de Régis Musset : Maître Blanzac
- 2014 : Scènes de ménages, épisode À la récré

## Doublage
Sources : RS Doublage, AlloDoublage, Doublage Séries Database,, Planète Jeunesse et AnimeNewsNetwork

### Cinéma

#### Films
- Charlie Day dans (9 films) :
  - Comment tuer son boss ? (2011) : Dale Arbus
  - Pacific Rim (2013) : Dr Newt Geizler
  - Comment tuer son boss 2 (2014) : Dale Arbus
  - Vive les vacances (2015) : Chad
  - Combat de Profs (2017) : Andy Campbell
  - Pacific Rim Uprising (2018) : Dr Newt Geizler
  - Hotel Artemis (2018) : Acapulco
  - I Want You Back (en) (2022) : Peter
- Anders Holm dans (6 films) :
  - Top Five (2014) : Brad
  - Le Nouveau Stagiaire (2015) : Matt
  - Célibataire, mode d'emploi (2016) : Tom
  - Game Over, Man ! (2018) : Darren
  - Mon père et moi (2023) : Lucky Collins
  - Rendez-vous à minuit (en) (2023) : Adam
- Domhnall Gleeson dans (4 films) :
  - True Grit (2010) : Moon
  - Dredd (2012) : Clan Techie
  - Pierre Lapin (2018) : Thomas McGregor
  - Pierre Lapin 2 : Panique en ville (2021) : Thomas McGregor
- Micah Sloat dans :
  - Paranormal Activity (2009) : Micah
  - Paranormal Activity 2 (2010) : Micah
  - Paranormal Activity: The Marked Ones (2014) : Micah
- Joe Manganiello dans : 
  - Après l'hiver (2015) : Curtis
  - Jay et Bob contre-attaquent… encore (2019) : Bailiff
- Chris Wylde dans :
  - The Babysitter (2017[n 1]) : Juan
  - The Babysitter: Killer Queen (2020) : Juan
- David Denman dans :
  - Power Rangers (2017) : Sam Scott
  - Rebel Ridge (2024) : l'officier Evan Marston
- Steven Yeun dans :
  - Space Jam : Nouvelle ère (2021) : le producteur exécutif de la Warner
  - Mickey 17 (2025) : Timo
- Ke Huy Quan dans :
  - Ohana ou le trésor caché (2021) : George Phan
  - The Electric State (2025) : Dr Amherst
- 1988 : Les Clowns tueurs venus d'ailleurs : un punk[n 2]
- 1998 : Baseketball : un adversaire perdant [Qui ?]
- 1998 : Arnaques, Crimes et Botanique : Charles (Nick Marcq)
- 1998 : Urban Legend : Blake (Danny Comden)
- 1999 : Just Married (ou presque) : voix additionnelles
- 2001 : Pearl Harbor : le lieutenant ramenant Betty [Qui ?]
- 2001 : Princesse malgré elle : Jeremiah Hart (Patrick Flueger)
- 2003 : Drôles de vacances : Donnie Stevens (Nick Spano)
- 2003 : Lizzie McGuire, le film : Ethan Craft (Clayton Snyder)
- 2005 : Flight Plan : Grunick (Kirk B.R. Woller)
- 2005 : La Guerre des mondes : un journaliste
- 2005 : 40 ans, toujours puceau : un client de Smart Tech[Qui ?]
- 2007 : Astrópía : Flóki (Sverrir Þór Sverrisson)
- 2008 : Yes Man :  Rooney (Danny Masterson)
- 2008 : The Dark Knight : voix additionnelle
- 2009 : Ultimate Game : le producteur (Michael Weston)
- 2010 : Piranha 3D : le présentateur du concours de tee-shirts mouillés (Eli Roth)
- 2010 : Ip Man 2 : Lieutenant Wallace (Charlie Mayer)
- 2010 : Parasites : Marco (Brian Krause)
- 2010 : Fighter : Chan (Roeun Chea)
- 2010 : The Final Storm : Tom Grady (Steve Bacic)
- 2011 : Fast and Furious 5 : le technicien (Carlos Sanchez)
- 2011 : Captain America: First Avenger : un soldat [Qui ?]
- 2012 : Lincoln : le deuxième soldat blanc (Dane DeHaan)
- 2012 : Mille mots : le valet de parking (John Gatins)
- 2012 : Aftershock : Ariel (Ariel Levy)
- 2013 : Jimi: All Is by My Side : Chas Chandler (Andrew Buckley)
- 2013 : My Movie Project : Donald (Stephen Merchant)
- 2013 : Le Loup de Wall Street : l'homme présentant Jordan Belfort après une conférence (Jordan Belfort) (caméo)
- 2013 : Phantom : un marine [Qui ?]
- 2013 : Subwave : Klokov (Mikhail Fateev)
- 2013 : Détective Dee 2 : La Légende du Dragon des mers : Wang Pu (Chen Kun)
- 2014 : Dear White People : George (Brandon Alter)
- 2014 : Un amour d'hiver : Romeo Tan (Kevin Corrigan)
- 2014 : Alexandre et sa journée épouvantablement terrible et affreuse : Logan (Joel Johnstone)
- 2014 : Men, Women and Children : Docteur Sterling (Dan Gozhansky)
- 2014 : Equalizer : un employé à P&E (Johnny Messner)
- 2015 : Emelie : Dan (Chris Beetem (en))
- 2015 : Il est de retour : Fabian Sawatzki (Fabian Busch (de))
- 2015 : Gridlocked : voix additionnelles
- 2015 : Very Bad Dads : Squidward (Billy Slaughter (en))
- 2016 : Infiltrator : Lee Palmer (Christian Contreras)
- 2016 : Railroad Tigers : Sakamoto (Asano Nagahide)
- 2016 : Popstar : Célèbre à tout prix : lui-même (Mario López)
- 2017 : Pitch Perfect 3 : Theo (Guy Burnet)
- 2017 : Mon ex beau-père et moi : Jimothy (Jon Daly)
- 2017 : Win It All : Eddie Garrett (Jake Johnson)
- 2018 : Tau : le directeur de l'exploitation [Qui ?]
- 2018 : The After Party (en) : l'agent de police dans la rue (Joseph Vincent Gay)
- 2018 : Pas si folle : lui-même (Nev Schulman)
- 2018 : Mute : le barman [Qui ?]
- 2019 : 4 Latas : Alain (Francesc Garrido)
- 2019 : Joker : le membre de Wayne Enterprises qui attaque Arthur (Carl Lundstedt)
- 2020 : Birds of Prey : l'homme dépouillé par Cassandra Cain [Qui ?]
- 2020 : Le Catcheur masqué : lui-même (Michael Gregory « The Miz » Mizanin)
- 2020 : Intuition : Dr Funes (Ariel Bertone)
- 2020 : Arkansas : Frog (Vince Vaughn)
- 2021 : Dans les yeux de Tammy Faye : le révérend Pat Robertson (Gabriel Olds)
- 2021 : Plus on est de fous : Alberto (Ernesto Alterio)
- 2021 : Don't Look Up : Déni cosmique : Phillip (Himesh Patel)
- 2022 : Cha Cha Real Smooth : ? (?)
- 2024 : The Fall Guy : La Bro (Tim Franklin)
- 2024 : Love in 39 Degrees : ? (?)

#### Films d'animation
- 1973[n 3] : Devilman contre Mazinger Z : Alcor
- 1974[n 4] : Mazinger Z contre le Général Dark : Alcor
- 1976[n 5] : Goldorak : L'Attaque du Dragosaure : Alcor
- 1997[n 6] : The End of Evangelion : Shigeru Aoba
- 1997[n 6] : Neon Genesis Evangelion: Death and Rebirth : Shigeru Aoba
- 2000 : La Petite Sirène 2 : Retour à l'océan : voix additionnelles
- 2005 : Barbie Fairytopia : Happy Trolls
- 2005 : L'Incroyable Histoire de Stewie Griffin : voix additionnelles
- 2007[n 7] : Evangelion: 1.0 You Are (Not) Alone : Shigeru Aoba
- 2008 : Delgo : Spig
- 2009 : Professeur Layton et la Diva éternelle : Jean Descole
- 2009[n 7] : Evangelion: 2.0 You Can (Not) Advance : Shigeru Aoba
- 2010 : Redline : le commentateur de la Yellow Line
- 2010 : Colorful : le médecin et un voyou
- 2011 : Rango : voix additionnelles
- 2011 : Kung Fu Panda 2 : un cochon gris
- 2012[n 7] : Evangelion: 3.0 You Can (Not) Redo : Shigeru Aoba
- 2014 : La Grande Aventure Lego : Benny
- 2015 : Objectif Lune : Gigs
- 2016 : Zootopie : Travis
- 2016 : Sausage Party : Troy
- 2017 : Mazinger Z Infinity : Shiro Kabuto
- 2019 : La Grande Aventure Lego 2 : Benny
- 2019 : Zim l'envahisseur et le Florpus : Zut
- 2021 : Evangelion: 3.0+1.0 Thrice Upon a Time : Shigeru Aoba
- 2021 : D'Artagnan et les trois Mousquetaires (es) : Pip
- 2023 : Super Mario Bros. le film : Luigi[n 8]
- 2024 : Haikyū!! : La Guerre des poubelles : Keishin Ukai[8]

### Télévision

#### Téléfilms
- Brian Krause dans : 
  - Meurtre à la carte (2010) : Jeff
  - Camel Spiders (2011) : Capitaine Sturges
  - Gabe : Un amour de chien (2012) : Eric
  - Piégée à 17 ans (2012) : Mark Curson
  - Dans la peau du Père Noël (2014) : Eddie Bennett
  - Le Choix de ma vie (2014) : M. Yoder
  - Les doutes de Scarlett (2016) : Greg
  - Un pacte inavouable (2017) : l'inspecteur Marcs
  - Amour et manipulation (2017) : l'inspecteur Morrison
  - Romance au paradis (2020) : Neal
  - Scarlett (2020) : Cal
- 2000 : Éternelle vengeance : Scotty Flannigan (Eric Davis)
- 2000 : Sous le masque d'un ange : Will (Matt Farnsworth)
- 2008 : Piégée sur la toile : Jamie Randall (James Kirk)
- 2008 : Voyeurs.com : Colby Allen (Mathew Botuchis)
- 2008 : Un Noël plein de surprises : Kevin O'Reilly (Patrick Muldoon)
- 2010 : Le Naufrage du Laconia : Capitaine Coutts (Nicholas Burns)
- 2010 : La Grève de Noël : Rick Daniels (Chad Willett (en))
- 2011 : Super Storm : La tornade de l'apocalypse : Will (Brett Dier)
- 2011 : Flirtcamp : Holger (Tobias Kasimirowicz)
- 2011 : Coup de foudre à Mumbai : Waldo (Will Keenan)
- 2012 : La baby-sitter de Noël : Scott VanVamp (Dan Gauthier)
- 2012 : Les Secrets de la forêt noire : Gallen (Oliver James)
- 2012 : La Liste du Père Noël : Marco Webb (Gabriel Tigerman)
- 2012 : La Femme la plus recherchée d'Amérique : Sean (Steve Bacic)
- 2013 : Condamnés au silence : T.J. Banks (Alec McClure)
- 2013 : Dévorée par l'ambition : Paul Winslow (Brett Watson)
- 2014 : La plus belle fête de Noël : Nick (Steve Lund)
- 2014 : Ultimate Endgame : Bill Owens (James Purefoy)
- 2014 : Les Enfants du péché : Christopher Dollanganger Sr. (Chad Willett)
- 2016 : La demoiselle grise : Frank Doyle (Kelby Turner Akin)
- 2017 : Une mère de trop : Dr Hayes (David lago)
- 2018 : Sur les pistes de l’amour : Barton Kane (Anthony Konechny)
- 2019 : Une belle rencontre à Noël : Ed (Matt Hamilton)
- 2019 : Cinq cartes de vœux pour Noël : Primo (Stephen Lobo)
- 2020 : Un Noël avec toi : Victor (Erik Athavale)

#### Séries télévisées
- Stephen Lobo dans (8 séries) :
  - Continuum (2012-2015) : Matthew Kellog (42 épisodes)
  - Motive (2015) : Isaac Griffin (saison 3, épisode 3)
  - Zoo (2017) : Myers (saison 3, épisodes 1 et 2)
  - Good Doctor (2018) : Dr Arjun Dhillon (saison 1, épisode 16)
  - Take Two, enquêtes en duo (2018) : Trevor Stark (épisode 7)
  - Flash (2019) : Jim Corrigan (saison 6, épisode 2)
  - Arrow (2020) : Jim Corrigan (saison 8, épisode 8)
  - Alert (2023) : Paul Roth (saison 1, épisode 3)
- A. J. Buckley dans (5 séries) :
  - FBI : Portés disparus (2003) : Richie Dobson (saison 1, épisode 12)
  - Bones (2007) : Dan (saison 2, épisode 20)
  - Justified (2014) : Danny Crowe (saison 5)
  - Mentalist (2015) : Ace Brunell (saison 7, épisode 10)
  - Hawaii 5-0 (2015) : Julius Brennan (saison 5, épisode 15)
- Ryan Hansen dans (5 séries) :
  - Party Down (2009-2023) : Kyle Bradway (26 épisodes)
  - Burning Love (en) (2013) : Blaze (27 épisodes)
  - Grandfathered (2016) : Chason (épisode 13)
  - Angie Tribeca (2016) : Wilson Phillips (saison 1, épisode 10)
  - American Housewife (2017) : Zach (saison 2, épisode 9)
- Brian Krause dans :
  - Charmed (1999-2005) : Leo Wyatt (145 épisodes)
  - The Closer : L.A. enquêtes prioritaires (2008) : Tom Merrick (saison 4, épisode 1)
  - Mad Men (2008) : Kess (saison 2, épisode 12)
  - Castle (2010) : le père Aaron Low (saison 3, épisode 3)
- Geoff Stults dans : 
  - Sept à la maison (2001-2006) : Ben Kinkirk (23 épisodes)
  - Joey (2004) : Max (saison 1, épisode 3)
  - Réunion : Destins brisés (2006) : Peter Holland (5 épisodes)
  - How I Met Your Mother (2010) : Max (saison 6, épisodes 4 et 5)
- Charlie Day dans : 
  - Philadelphia (depuis 2005) : Charlie Kelly (en)
  - Bupkis (en) (2023) : Glen Rossi (saison 1, épisode 3)
  - Mythic Quest (2025) : Spencer (saison 4, épisode 8)
  - Abbott Elementary (2025) : Charlie Kelly (saison 4, épisode 9)
- Steven Yeun dans :
  - The Walking Dead (2010-2016) : Glenn Rhee (66 épisodes)
  - Warehouse 13 (2011) : Gibson (saison 3, épisode 6)
  - The Twilight Zone : La Quatrième Dimension (2019) : le voyageur (saison 1, épisode 4)
  - Acharnés (2023) : Danny Cho
- Anders Holm dans :
  - The Mindy Project (2013-2017) : Casey Peerson (14 épisodes)
  - Brooklyn Nine-Nine (2015) : Soren (saison 3, épisode 9)
  - Ghosted (2017) : Chaz (épisode 7)
  - Les Muppets Rock (en) (2023) : JJ (8 épisodes)
- Selwyn Ward (es) dans :
  - Power Rangers : Turbo (1997) : Theodore Jay « TJ » Jarvis Johnson / Turbo Ranger Rouge (28 épisodes)
  - Power Rangers : Dans l'espace (1998) : Théodore Jay « TJ » Jarvis Johnson / Ranger de l'Espace Bleu (43 épisodes)
  - Power Rangers : L'Autre Galaxie (1999) : Théodore Jay « TJ » Jarvis Johnson / Ranger de l'Espace Bleu (2 épisodes)
- Jason Bateman dans
  - Arrested Development (2003-2006 / 2013-2019) : Michael Bluth (84 épisodes)
  - Ozark (2017-2022) : Martin « Marty » Byrde (44 épisodes)
  - The Outsider (2020) : Terry Maitland (mini-série)
- Joe Manganiello dans :
  - How I Met Your Mother (2006-2012) : Brad Morton (7 épisodes)
  - Urgences (2007) : l'officier Litchman (4 épisodes)
  - Les Frères Scott (2008-2010) : Owen Morello (13 épisodes)
- Harry Hamlin dans :
  - Shameless (2012-2014) : Lloyd Lishman (8 épisodes)
  - Mad Men (2013-2014) : Jim Cutler (15 épisodes)
  - New York, unité spéciale (2014) : Charles Patton (saison 16, épisodes 9 et 10)
- Haley Joel Osment dans : 
  - The Boys (2019) : Mesmer (saison 1, épisodes 6 et 7)
  - La Méthode Kominsky (2019-2021) : Robby, le petit-fils de Norman (7 épisodes)
  - Awkwafina Is Nora from Queens (en) (2021) : Amos (saison 2, épisode 10)
- Dan Gauthier (en) dans :
  - Melrose Place (1998) : Jeff Baylor (17 épisodes)
  - Supernatural (2007) : David McNamara (saison 2, épisode 16)
- Chad Willett (en) dans :
  - Jack and Jill (1999-2000) : Jonathon Appel (saison 1)
  - Les Mystères de Haven (2012) : Dan Hamilton (saison 3, épisode 7)
- David Kaufman (en) dans :
  - Hôpital San Francisco (2002) : Norman Drum (7 épisodes)
  - Rizzoli and Isles (2014) : Dave Robbins (saison 5, épisode 1)
- Warren Christie dans :
  - La Treizième Dimension (2003) : Devin (épisode 25)
  - Arrow (2012) : Carter Bowen (saison 1, épisode 6)
- Mitch Morris dans :
  - Queer as Folk (2004) : Cody Bell (saison 4)
  - DOS : Division des opérations spéciales (2005-2006) : Ken Watkins (5 épisodes)
- Chris Beetem (en) dans : 
  - JAG (2005) : le lieutenant Gregory Vukovic (saison 10)
  - Pan Am (2011-2012) : le député Christopher Rawlings (3 épisodes)
- Steve Bacic dans :
  - Whistler (2006) : Adam Lawson (saison 1)
  - Flashpoint (2012) : le sergent Robert Gray (saison 5, épisode 8)
- Robbie Amell dans :
  - True Jackson (2008-2011) : Jimmy Madigan (40 épisodes)
  - Hot in Cleveland (2013) : Lloyd (saison 4, épisode 9)
- Wes Brown dans :
  - True Blood (2009) : Luke McDonald (saison 2)
  - 90210 Beverly Hills : Nouvelle Génération (2012) : Taylor Williams (saison 5)
- Charlie Carrick dans :
  - Supernatural (2010) : Robert (saison 6, épisode 5)
  - Psych : Enquêteur malgré lui (2011) : Colin Hennessey (saison 6, épisode 1)
- Greyston Holt dans :
  - Stargate Universe (2011) : le caporal Reynolds (saison 2, épisode 16)
  - Dr Emily Owens (2013) : le fils de Mme Duroux (épisode 10)
- Bill Tangradi dans :
  - Esprits criminels (2012) : Willie Kestler (saison 8, épisode 11)
  - Twin Peaks (2017) : Jake (saison 3, épisodes 3 et 5)
- Joshua Bitton dans :
  - Unforgettable (2012) : Tommy (saison 1, épisode 19)
  - Les Experts : Vegas (2021) : Gary Hayworth (saison 1, épisode 5)
- Arron Shiver dans :
  - Boardwalk Empire (2012-2013) : Dean O'Banion (7 épisodes)
  - Doubt : Affaires douteuses (2017) : Jacob Tanner (épisode 4)
- Steve Lund dans :
  - Les Mystères de Haven (2012-2015) : Colorado Kid (5 épisodes)
  - Reign (2017) : Luc Narcisse (saison 4)
- Kurt David Anderson dans :
  - Rake (2014) : Paul Wilson (épisode 4)
  - Sam et Cat (2014) : Sherman (épisode 32)
- Gabriel Tigerman dans :
  - Bones (2014) : Aldus Carter (saison 10, épisode 5)
  - Normal Street (en) (2016) : M. Reggie Ross (saison 2)
- Adam Nagaitis dans :
  - Le Code du tueur (2015) : Ian Whenby (mini-série)
  - The Gold : Le Casse du siècle (en) (2023) : Micky McAvoy (4 épisodes)
- Rob Yang dans : 
  - Succession (2018-2019) : Lawrence Yee (20 épisodes)
  - American Horror Stories (2023) : Dr Thaddeus Lau (saison 3, épisode 3)
- Eli Roth dans :
  - Allô la Terre, ici Ned (en) (2020) : Eli Roth (épisode 4)
  - The Idol (2023) : Andrew Finkelstein
- 1977[n 9] : Le Muppet Show : Don Knotts (Don Knotts) (saison 2, épisode 1)
- 1993-1998[n 10] : La Brigade du courage : Billy Ray (John Alford) (71 épisodes)
- 1996 : Haute Tension : le sergent Crispo (Titus Welliver) (3 épisodes)
- 1997-1998 : La Vie à cinq : Elliot (Christopher Gorham) (4 épisodes)
- 1997-2001 : Brigade des mers : Colin « Chopper » Lewis (Anthony Lewis) (43 épisodes)
- 1998 : Poltergeist : Les Aventuriers du surnaturel : Robert (Gregor Trpin) (saison 3, épisode 3)
- 1999 : La Double Vie d'Eddie McDowd : Flaco (Josh Hammond) (5 épisodes)
- 1999-2000 : Sept à la maison : Andrew Nayloss (Will Estes) (5 épisodes)
- 2000-2002 : Caitlin Montana : Brett Stevens (Stephen Warner) (22 épisodes)
- 2000-2003 : La Guerre des Stevens : Donnie Stevens (Nick Spano) (65 épisodes)
- 2001-2004 : Lizzie McGuire : Ethan Craft (Clayton Snyder) (31 épisodes)
- 2002-2004 : Le Drew Carey Show : Scott (Jonathan Mangum) (18 épisodes)
- 2003 : Shérifs à Los Angeles : Jesse (Jason Teresi)
- 2003 : NCIS : Enquêtes spéciales : Benjamin Frank (Heath Freeman) (saison 1, épisode 8)
- 2003 : The Shield : l'inspecteur Robbie Villanueva (Jon Huertas) (saison 2, épisode 6), Happy Sandez (Cesar Garcia) (saison 2, épisode 9)
- 2003-2004 : Missing : Disparus sans laisser de trace : Hunter (Christopher Ralph) (10 épisodes)
- 2003-2009 : Grand Galop : Jackson « Jack » O'Neil (Troy Lovett) (28 épisodes)
- 2004 : Stargate SG-1 : Bosworth (Christopher Pearce) (saison 7, épisode 17)
- 2004 : Monk : Denny Graf (Edward Kerr) (saison 3, épisode 6)
- 2004 : Half and Half : Nick Tyrell (Nick Stabile) (5 épisodes)
- 2004 : Salem : Floyd Tibbits (Todd MacDonald) (mini-série)
- 2005 : Rex, chien flic : Ernst Strobl (Daniel Aichinger) (saison 8, épisode 9)
- 2005 : Totally Frank : Ben (Alex Wyndham) (6 épisodes)
- 2005 : South of Nowhere : Will (Michael Grant Terry) (saison 1, épisode 6)
- 2007-2009 : Génial Génie : Owen (Theo Fraser Steele) (5 épisodes)
- 2007-2010 : Le Rêve de Diana : Dr Oliver Sommer (Norman Kalle) (40 épisodes)
- 2007-2011 : New York, unité spéciale : le technicien Rueben Morales (Joel de la Fuente) (2e voix, saisons 8 à 12)
- 2008 : Moonlight : Benjamin Talbot (Eric Winter) (4 épisodes)
- 2008 : The Border : Roberto Abrantes (Dominic Zamprogna) (saison 1, épisode 10)
- 2008 : Honest : Braqueurs de père en fils : Edgar Sweet (Mark Stobbart) (2 épisodes)
- 2008 : Mentalist : Gardner Renfrew (Gabriel Olds) (saison 1, épisode 11)
- 2008-2009 : Son Altesse Alex : Marcus (Liam Hemsworth) (18 épisodes)
- 2009 : Bones : Josh Parsons (Andrew James West) (saison 5, épisode 6)
- 2009 : Underbelly : Vinnie Mikkelsen (Wayne Bradley) (saison 2)
- 2009-2011 : Physique ou Chimie : Vincent Vaquero (Marc Clotet) (41 épisodes)
- 2009-2011 : The Guild : Fawkes (Wil Wheaton) (16 épisodes)
- 2009-2015 : The League : Taco MacArthur (Jon Lajoie) (84 épisodes)
- 2010 : Supernatural : Ash (Chad Lindberg) (2e voix - saison 5, épisode 16)
- 2010 / 2017 : Sherlock : l'inspecteur Dimmock (Paul Chequer) (saison 1, épisode 2 puis saison 4, épisode 1)
- 2011 : Spartacus : Les Dieux de l'arène : Vettius (Gareth Williams)
- 2011-2013 : Les Bracelets rouges : le père de Yanis (Armand Villén)
- 2012-2013 : Love/Hate (en) : Daniel « Dano » Loughman (Jason Barry) (9 épisodes)
- 2013 : Graceland : Whistler (Christopher Redman) (saison 1)
- 2013 : Anger Management : Canvas (Greg Cipes) (saison 2)
- 2013 : The Newsroom : Cameron (Joel Johnstone) (saison 2)
- 2013 : Reign : Le Destin d'une reine : le jeune homme (AJ Vaage) (saison 1, épisodes 5 et 6)
- 2013 : Castle : Douglas Stevens (Skyler Stone) (saison 5, épisode 15)
- 2014 : True Detective : l'inspecteur Ted Bertrand (Jim Klock) (saison 1)
- 2014 : Les Mystères de Haven : Baer Brock (Steven McCarthy) (saison 4, épisode 4)
- 2014 : Taxi Brooklyn : Robert Cochrane (Joe Reegan) (épisode 8)
- 2014-2017 : Black Sails : Dr Howell (Alistair Moulton Black) (14 épisodes)
- 2015 : Dominion : Wes Fuller (Diarmaid Murtagh) (saison 2, épisodes 1 à 3)
- 2015 : Minority Report : Cayman Bello (Andrew J. West) (épisode 4)
- 2015-2016 : Empire : Michael Sanchez (Rafael de La Fuente) (11 épisodes)
- 2015-2016 : The Kicks (en) : Tom Burke (Tim Martin Gleason)
- 2016 : Ash vs. Evil Dead : Chet Kaminski (Ted Raimi) (saison 2)
- 2016 : High Maintenance : Chase (Ryan Woodle) (saison 1, épisode 3)
- 2016 : Shoot the Messenger (en) : Raj Chaudhuri (Kawa Ada) (3 épisodes)
- 2016-2018 : Les Voyageurs du temps : David Mailer (Patrick Gilmore) (28 épisodes)
- 2017 : The Mist : Vic (Erik Knudsen) (7 épisodes)
- 2017 : Chesapeake Shores : Norm Fisher (Ted Cole) (saison 2)
- 2017 : Godless : un homme de la bande à Frank Griffin [Qui ?] (mini-série)
- 2017 : Shooter : Kirk Zehnder (Jerry Ferrara) (saison 2)
- 2017 : Kingdom : Dan (Patrick Fischler) (saison 3)
- 2017 : Better Call Saul : M. Alley (Quinn VanAntwerp) (saison 3, épisodes 5 et 6)
- 2017 : Cardinal : l'inspecteur Hannam (James Thomas) (5 épisodes)
- 2017 : Braquage à la suédoise (sv) : Johan (Fredrik Af Klercker)
- 2017-2018 : Iron Fist : ? ( ? )
- 2018 : Atlanta : Clark County (RJ Walker)
- 2018 : Dark Heart : l'agent Rob Mullan (Jason Maza)
- 2018-2019 : Le Prince de Peoria (en) : le roi de Buronia (Johnathan McClain) (5 épisodes)
- 2019 : It's Bruno! (en) : le hipster (David Ebert)
- 2019 : Catch-22 : le sergent Towser (Martin Delaney) (mini-série)
- 2019 : The Bay : Ryan Foley (Philip Hill-Pearson) (saison 1)
- 2019 : Victoria : Lord Palmerston (Laurence Fox) (saison 3)
- 2019 : For the People : Doug Bradshaw (Nate Torrence) (saison 2, épisode 4)
- 2019 : Les Initiés : Nicky Rasmussen (Esben Smed) (saison 3)
- 2019 : The Boys : Jimmy Fallon (Jimmy Fallon) (saison 1, épisode 1)
- 2019 : True Detective : l'agent spécial Burt Diller (Tim Griffin) (saison 3)
- 2019-2021 : Bonding : Josh (Theo Stockman) (11 épisodes)
- 2020 : Workin' Moms : Sean (Steve Byers) (saison 4)
- 2020-2021 : Harry Bosch : Jack Brenner, agent du FBI (Adam J. Harrington (en)) (9 épisodes)
- 2020-2023 : Mes premières fois : M. Shapiro, le professeur d'histoire (Adam Shapiro) (22 épisodes)
- 2020-2023 : Miracle Workers : Dr Goodman / le général Puddin / Dr Crazybrainz (Jon Daly) (4 épisodes)
- 2021 : Les Irréguliers de Baker Street : Gregson (Tim Key)
- 2021 : Cowboy Bebop : Hakim (Jay Paulson)
- 2021 : Lutins (en) : Anders (Lukas Løkken) (saison 1, épisodes 1 et 2)
- 2021 : With Love (en) : Leo (Brandon Routh) (saison 1, épisodes 2 et 3)
- 2021-2022 : Station Eleven : Jeevan (Himesh Patel) (mini-série)
- 2022 : Entre saisonniers (pt) : Maresia (Felipe Rocha)
- 2022 : God's Favorite Idiot : Dr Stephens (Pacharo Mzembe (en))
- 2022 : Love & Anarchy : Nelle [Qui ?]
- 2022 : The Tourist : Arlo Dobson (David Collins) (doublage Prime Video)
- 2022 : From : Frank Pratt (Bob Mann) (saison 1)
- 2022 : Machos alfa : Santi (Gorka Otxoa)
- 2022 : Mo : Damon (Samuel Davis)
- 2022 : A Spy Among Friends (en) : le pasteur [Qui ?] (mini-série)
- 2023 : Only Murders in the Building : l'ami de Benjamin Glenroy (Galway McCullough) (saison 3, épisode 2)
- 2024 : Fallout : le fermier (Michael Abbott Jr.) (saison 1, épisode 2)
- 2024 : D'une main de fer : Miki (Salva Reina)
- 2025 : La Meneuse : Sandy Gordon (Drew Tarver (en))

#### Séries d'animation
- Aoi Bungaku Series : Takada (Arc Hashire - épisodes 9-10)
- Jûshinki Pandora : Doug
- Legend Of The Twilight : Komiyan
- Les Vierges barbares : Ash
- Rudolf
- Saiyuki : le Croque-Mort et le Fossoyeur
- 1994-1995 : DNA²: l'ami de Junta
- 1994-1995 : Magic Knight Rayearth : Eagle Vision
- 1995-1996[n 11] : Neon Genesis Evangelion : Shigeru Aoba
- 1995-1996 : Équipières de choc : Franck
- 1998-1999 : Master Keaton : le dissident (épisode 9), Éric (épisode 20), Ralph (épisode 34)
- 1998-2000 : Initial D : Wataru Akiyama
- 1999 : Hunter × Hunter : Kastro
- 1999-2000 : Blue Gender : Rick
- 1999-2000 : Excel Saga : Tooru Watanabe
- 1999-2000 : Great Teacher Onizuka : Eikichi Onizuka
- 2000 : Gate Keepers : Reiji Kageyama
- 2001 : Monsieur est servi : Tarō Hanaukyo
- 2001 : Invader Zim : Grandeur Rouge
- 2001-2003 : Hikaru no Go : Ito
- 2002 : Witch Hunter Robin : Haruto Sakaki
- 2002 : Chobits : Hirōmu Shinbo
- 2002 : Abenobashi : Kōhei, Tarō jeune
- 2002 : I'll CKBC : Akane Tachibana (OAV)
- 2002 : Tokyo Underground (en) : Taylor Ashford et Ato
- 2002-2003 : Get Backers : Kano Jouya
- 2002-2003 : Gate Keepers 21 : Reiji Kageyama (OAV)
- 2003 : Last Exile : Mullin Shetland
- 2003-2004 : Zatchbell : Eido, Apollo, Eshros, Haruhiko
- 2003-2004 : Gunslinger Girl : voix additionnelles
- 2003-2006 : Sonic X : Shadow, Roi Jaune (Zelkova)
- 2004 : Babe My Love : voix additionnelles
- 2004 : Gokusen : Kudou
- 2004 : Genshiken : Sawazaki
- 2004 : Ragnarök the Animation : Keough
- 2004 : Enfer et Paradis : Soichiro Nagi
- 2004-2005 : Harukanaru toki no naka de : Abe No Yasuaki
- 2004-2005 : Mai-HiME : Yūichi Tate, Nirayama, Sadaoka
- 2005[n 12] : One Piece : Paulie et Dogra
- 2005-2006 : Ah! My Goddess : Keiichi Morisato
- 2005-2006 : Angel Heart : Sada, Yoshiki et Yūji
- 2006 : Ergo Proxy : Kazkis Hauer (épisodes 9 et 10)
- 2006 : Hinamizawa, le village maudit : le kidnappeur (épisode 15), le vendeur (épisode 16)
- 2006-2009 : Kilari : Tomo Kamata
- 2007-2008 : Master Hamsters : voix additionnelles
- 2007-2009 : Les Faucons de l'orage : Finn
- 2007-2009 : Mobile Suit Gundam 00 : Lichtendahl Tsery, Patrick Colasour, Barack Zinin
- 2007-2011 :  La Ferme en folie : Freddy, Pizza Twin#2, Corbeau et l'annonceur
- 2008 : Vampire Knight : le directeur Kaien Cross
- 2009 : Dragon Ball Z Kai : Jeese
- 2009 : Youth Litterature : Takada
- 2009-2011 : Saint Seiya: The Lost Canvas : Yato, Wimber, Gigant, Pakia
- 2009-2014 : Léonard : Basil et le robot
- 2009[n 13]-2019 : Archer : Brett Buckley et divers personnages
- depuis 2009 : Les Griffin : Jérôme (voix principale), Kevin Swanson (2e voix), le méchant Singe, Bertram (dernière apparition), Bart Simpson (saison 13, épisodes 1-2), voix additionnelles
- 2010 : Le Petit Prince : Ted (épisode La Planète de l'Astronome)
- 2010-2015 : T.U.F.F. Puppy : Keswick, Coin-Coin et le Cafard Puant
- 2010-2023 : Futurama : Smitty le flic et voix additionnelles
- 2011-2012 : Beelzebub : Démon Suprême
- 2011-2014 : Toriko : Kawagoe Tacchino
- 2011-2016 : Kung Fu Panda : L'Incroyable Légende : Hong, Bian Zao, Gah-Ri et Chao
- 2012-2014 : Saint Seiya Omega : Sôma
- 2012-2014 : La Légende de Korra : Varrick
- 2012-2018 : Dragons : Dagur le dérangé
- 2013 : Vic le Viking : Gorme
- 2013 : Star Wars: The Clone Wars : le témoin Pantorien (saison 5, épisode 17)
- 2013-2019 : Steven Universe : Lars Barriga, Buck Dewey, Marty, Jamie
- 2014[n 14] : Haikyū!! : Keishin Ukai
- 2014-2017 : Sonic Boom : Shadow
- 2015 : Zip Zip : Sam
- 2016 : Les Enquêtes de Mirette : Jean-Pat
- 2018 : Sword Gai (en) : Takuma Miura
- 2018-2019 : Captain Tsubasa : Kōzō Kira
- 2019 : Ernest et Rebecca : M. Rébaud
- 2019 [n 15] : JoJo's Bizarre Adventure : Golden Wind : Devin
- 2020 : Solar Opposites : Pedro (saison 1, épisode 3)
- 2020 : Scooby-Doo et Compagnie : Joey Chestnut (saison 2, épisode 4)
- 2020 : Coache-moi si tu peux : Senior
- 2020 : Rocky Kwaterner : ?
- 2021 : Ranking of Kings : Black
- 2021 : Sky High Survival : Kotoo
- 2021 : La Voie du tablier : Masa
- depuis 2021 : Edens Zero : Dr Wise Schteiner jeune
- depuis 2021 : Invincible : Markus Sebastian « Mark » Grayson / Invincible[n 16] et Isotope[n 17]
- 2022 : Lastman Heroes : Mika, Pascal, le riche drogué et voix diverses
- 2022-2023 : Mystery Lane : Charcoal, Paxton et Basile
- 2022-2024 : Sonic Prime : Shadow
- depuis 2022 : Les Enquêtes sauvages : Bill
- 2023 : By the Grace of the Gods : Leipin[n 18]
- 2023 : Digman! (en) : voix additionnelles
- 2023 : Malédictions ! (en) : Alex Vanderhouven[n 19]
- 2023 : Pluto : voix additionnelles
- 2023 : Carol et la fin du monde (en) : Eric[n 20]
- 2023 : Noble New World Adventures : Claude
- 2024 : Transformers: EarthSpark : Fairmaestro
- 2024 : Rising Impact : Hidemi Kanazono
- 2024 : Beastars : Beep-Beep et Holger (saison 3)

#### OAV
- I'll/CKBC : Akane Tachibana
- Tenjō Tenge : Ultimate Fight : Soichiro Nagi
- Saint Seiya: The Lost Canvas : Yato, Wimber, Gigant, Monstre de vase

### Jeux vidéo
- 2006 : Red Steel : voix additionnelles
- 2007 : Company of Heroes: Opposing Fronts : les ingénieurs britanniques
- 2008 : Pure : voix additionnelles
- 2009 : Assassin's Creed II : voix additionnelles
- 2009 : Borderlands : Atlas
- 2009 : Divinity II: Ego Draconis : les gardes des villes
- 2010 : Just Cause 2 : voix additionnelles
- 2010 : Tom Clancy's Splinter Cell: Conviction : voix additionnelles
- 2010 : Skate 3 : voix additionnelles
- 2010 : Fallout: New Vegas : Chet et voix additionnelles
- 2010 : Starcraft 2 : Egon Stetman
- 2010 : Harry Potter et les reliques de la mort 2e partie : Neville Londubat
- 2010 : Assassin's Creed Brotherhood : voix additionnelles
- 2011 : Deus Ex: Human Revolution : voix additionnelles
- 2011 : Battlefield 3 : voix additionnelles
- 2011 : Shift 2: Unleashed : voix additionnelles
- 2011 : Dragon Age 2 : Carver
- 2011 : Sonic Generations : Shadow
- 2011 : The Witcher 2: Assassins of Kings : voix additionnelles
- 2011 : Call of Duty: Modern Warfare 3 : voix additionnelles
- 2011 : The Elder Scrolls V: Skyrim : Molag Bal
- 2012 : Resident Evil 6 : Piers Nivans
- 2012 : Hitman: Absolution : voix additionnelles
- 2012 : Forza Horizon: voix-off de la radio "Horizon Rock"
- 2013 : Final Fantasy XIV : Haurchefant
- 2014 : World of Warcraft : Thalorien Cherchelaube / Kairoz
- 2014 : Watch Dogs : voix additionnelles
- 2014 : Super Smash Bros. for Nintendo 3DS / for Wii U : Shadow
- 2014 : Sonic Boom : L'Ascension de Lyric : Shadow
- 2014 : Sonic Boom : Le Cristal brisé : Shadow
- 2015 : Lego Dimensions : Shadow
- 2015 : Dying Light : Kyle Crane
- 2016 : Tom Clancy's The Division : voix additionnelles
- 2016 : Final Fantasy XV : voix additionnelles
- 2016 : Mafia 3 : voix additionnelles
- 2016 : Ratchet and Clank : un participant aux courses d'Hoverboard
- 2016 : Watch Dogs 2 : voix additionnelles
- 2016 : Mario et Sonic aux Jeux olympiques de Rio 2016 : Shadow
- 2016 : Overwatch : le commentateur de Lúcioball du stade de Sydney
- 2017 : FIFA 18 : le journaliste qui interroge Alex Hunter dans le mode « The Journey »
- 2017 : Guild Wars 2: Path of Fire : voix additionnelles
- 2017 : Sonic Forces : Shadow
- 2017 : The Legend of Zelda: Breath of the Wild : Teba
- 2018 : FIFA 19 : le journaliste qui interroge Alex Hunter dans le mode « The Journey »
- 2018 : Monster Hunter: World : le membre de la classe A
- 2018 : Super Smash Bros. Ultimate : Shadow
- 2019 : Mario et Sonic aux Jeux olympiques de Tokyo 2020 : Shadow
- 2019 : Team Sonic Racing : Shadow
- 2019 : Rage 2 : voix additionnelles
- 2020 : Ghost of Tsushima : Kenji
- 2020 : Hyrule Warriors : L'Ère du Fléau : Teba
- 2022 : Need for Speed Unbound : Waru
- 2023 : Hi-Fi Rush : Chai
- 2023 : The Legend of Zelda: Tears of the Kingdom : Teba
- 2023 : Age of Empires II: Definitive Edition - Return of Rome : voix additionnelles
- 2023 : Final Fantasy XVI : Gauthier et voix additionnelles
- 2024 : Sonic X Shadow Generations (en) : Shadow

### Direction artistique

#### Films
- 1954[n 21] : Alibi meurtrier
- 2006 : Uro
- 2006 : Don : La Chasse à l'homme
- 2007 : Awake
- 2008 : Los Bastardos
- 2008 : Dévastation
- 2009 : The Sniper
- 2009 : Solitary
- 2009 : Les Anges de Boston 2
- 2009 : Le Secret de Green Knowe
- 2009 : Escapade fatale
- 2009 : Bunny and the Bull
- 2009 : À contre-courant
- 2010 : The Way
- 2010 : The Reef
- 2010 : The Bannen Way
- 2010 : Takers
- 2010 : Panique aux funérailles
- 2010 : My Soul to Take
- 2010 : My Name Is Khan
- 2010 : Knockout Ultimate Experience
- 2010 : Fou d'amour
- 2011 : The Roommate
- 2011 : The Hit List
- 2011 : Tatanka
- 2011 : Red Dog
- 2011 : Les Winners
- 2011 : God Bless America
- 2011 : Détour mortel 4
- 2011 : Chiens de paille
- 2011 : Bangkok Renaissance
- 2011 : Assassination Games
- 2011 : Arena, les gladiateurs de la mort
- 2012 : The Baytown Outlaws
- 2012 : Tai Chi Hero (en)
- 2012 : Tai Chi 0
- 2012 : Prof poids lourd
- 2012 : Piranha 3DD
- 2012 : Le Secret de l'étoile du nord
- 2013 : Rouge rubis
- 2013 : Real
- 2013 : L'Épreuve
- 2013 : Inferno
- 2013 : Hours
- 2013 : Drift
- 2013 : Copains pour toujours 2
- 2013 : Subwave
- 2014 : Christina Noble
- 2014 : Bleu saphir
- 2014 : Up and Down
- 2014 : Girls Only
- 2015 : The Gift
- 2015 : Desierto
- 2015 : Cop Car
- 2016 : War on Everyone : Au-dessus des lois
- 2017 : Combat de Profs
- 2017[n 1] : The Babysitter
- 2017 : 6 Below: Miracle on the Mountain
- 2018 : Mute
- 2018 : I Feel Pretty
- 2018 : Attaque à Mumbai
- 2018 : Mordene i Kongo
- 2019 : Un week-end à Napa
- 2019 : L'Ombre de Staline
- 2019 : The Informer
- 2019 : Pelican Blood
- 2019 : Goodbye
- 2020 : The Babysitter: Killer Queen
- 2020 : Adopt a Highway
- 2020 : Black Water: Abyss
- 2020[n 22] : La Famille Asada
- 2021 : Dos
- 2021 : Bad Trip
- 2022 : Black Crab
- 2022 : Erax (court-métrage)
- 2022 : Jackass 4.5 (avec Donald Reignoux)
- 2022 : Vesper Chronicles
- 2022 : Sous sa coupe (es)
- 2022 : Section 8 (en)
- 2023 : Les Chevaliers du Zodiaque
- 2024 : Le Livre de Clarence
- 2024 : La Plateforme 2
- 2024 : Le Joueur de go
- 2025 : The Electric State (avec Stanislas Forlani)
- 2025 : Bullet Train Explosion

#### Films d'animation
- 1992[n 23] : Spirit of Wonder
- 2004 : Monsieur est servi ! La Vérité
- 2005 : Final Fantasy VII: Advent Children (ajouts pour la version longue)
- 2005 : Pororo au royaume des friandises
- 2008 : Delgo
- 2009 : Redline
- 2011 : Voyage vers Agartha
- 2012 : Resident Evil: Damnation
- 2012 : Les Enfants loups, Ame et Yuki
- 2016 : Sausage Party
- 2017 : Mika & Sebastian: l'aventure de la poire géante
- 2021 : Batman: Soul of the Dragon
- 2021 : Nos mots comme des bulles
- 2021 : Riverdance: L'Aventure animée (en)
- 2023 : Le Grand Magasin

#### Séries télévisées
- 2006 : Lovespring International
- 2007-2013 : Burn Notice
- 2009-2010 : Party Down (saisons 1 et 2)
- 2010 : Copiés-Collés
- 2010-2013 : Ma femme, ses enfants et moi
- 2010-2022 : The Walking Dead
- 2011 : Traffic Light
- 2012 : Lightning Point
- 2013 : Double Jeu
- 2013 : Mob City
- 2013 : Captain Club
- 2013-2014 : Cleaners (en)
- 2014 : Rake
- 2014 : Les Pièges du Temps
- 2014-2017 : Black Sails
- 2015 : 100 code
- 2015 : Graceland (saison 3)
- 2015-2017 : The Night Shift (saisons 2 à 4)
- 2015-2023 : Fear the Walking Dead
- 2016 : The Night Manager (mini-série)
- 2017 : Zenith
- 2017-2020 : Dark
- 2018 : Waco (mini-série, avec Aurélien Ringelheim)
- 2018-2019 : Sweetbitter
- 2018-2021 : Black Lightning
- 2018-2021 : La Méthode Kominsky
- 2018-2023 : Succession
- 2019 : DC Titans (saison 2, épisodes 11 et 12)
- 2019 : Charlie, monte le son
- 2019-2020 : Capitani
- depuis 2019 : The Boys
- 2020-2021 : The Walking Dead: World Beyond
- 2020-2022 : We Hunt Together (en)
- 2020-2023 : Mes premières fois
- 2021 : Lutins (en)
- 2021-2022 : Flatbush Misdemeanors (en)
- 2022 : Roar
- 2022 : A Spy Among Friends (en) (mini-série)
- 2022 : L'Écume de la guerre (mini-série)
- 2022-2025 : Mo
- depuis 2022 : Fire Country
- 2023 : The Night Agent
- 2023 : Mon cosmonaute
- 2023 : Hello Tomorrow!
- 2023 : The Walking Dead: Dead City
- 2023 : Waco : L'Après (mini-série, avec Aurélien Ringelheim)
- 2023-2024 : Based on a True Story
- depuis 2023 : Gen V (avec Stanislas Forlani, assistés d'Adeline Forlani)
- 2024 : A Killer Paradox (en)
- 2024 : The Walking Dead: The Ones Who Live
- 2024 : Le Décaméron
- depuis 2025 : Vrais voisins, faux amis

#### Téléfilms
- 2003 : La Classe volante
- 2006 : Vacances de rêve
- 2006 : De retour pour Noël
- 2007 : Ice Spiders
- 2008 : Piégée sur la toile
- 2008 : Disaster
- 2008 : Anaconda 3
- 2009 : The Marine 2
- 2009 : Something Evil Comes
- 2009 : En territoire ennemi 3 : Mission Colombie
- 2009 : Croqueuse d'hommes
- 2009 : Anaconda 4
- 2010 : Un mariage féerique
- 2010 : Trois Bagues au doigt
- 2010 : La Larme du diable
- 2010 : La grève de Noël
- 2010 : D.A.N.C.E ! Le défi de sa vie
- 2010 : 41 ans, toujours puceau
- 2010 : 30 jours de nuit 2 : Jours sombres
- 2011 : Une proie certaine
- 2011 : Sur les traces de ma fille
- 2011 : Sinbad et le minotaure
- 2011 : Le Combat de ma fille
- 2011 : La magie de la famille
- 2011 : L'Amour du risque
- 2011 : Don 2
- 2011 : Amour, mariage et petits tracas
- 2012 : Une famille peu ordinaire
- 2012 : Meurtres à Charlotte
- 2012 : Les secrets de la forêt noire
- 2012 : Le chien qui a sauvé Noël
- 2012 : Bad Ass
- 2013 : Un chien pour Noël
- 2013 : Profil criminel
- 2013 : Portées disparues
- 2013 : Murder on the Home Front
- 2013 : Metro
- 2013 : Ma famille bien-aimée
- 2013 : Le père Noël est licencié !
- 2013 : Dévorée par l'ambition
- 2013 : Betty and Coretta
- 2014 : Le Bébé et le Clochard
- 2015 : Navy SEALs vs. Zombies
- 2015 : Le Quatrième homme
- 2016 : Une invitée indésirable
- 2016 : Offline - Das Leben ist kein Bonuslevel
- 2017 : Une mère de trop
- 2019 : Un décor de rêve pour Noël
- 2021 : Le gendre surprise
- 2022 : Du sang sur la forêt

#### Séries d'animation
- 1994-1995 : Magic Knight Rayearth (avec Emmanuel Liénart)
- 1994-1995 : DNA² (série et OAV)
- 1997 : Baby Einstein (31 épisodes)
- 1997-1999[n 24] / 2025 : Les Rois du Texas (saisons 1 à 3 puis saison 14)
- 1998-1999 : Master Keaton
- 1998-1999 : Ah! My Goddess (avec Julie Basecqz)
- 2000 : Gate Keepers
- 2002 : Tokyo Underground (en)
- 2002 : Witch Hunter Robin
- 2002-2003 : Gate Keepers 21 (OAV)
- 2003 : .hack//Legend of the Twilight
- 2003-2004 : The Old Testament
- 2003-2004 : Zatchbell (52 épisodes)
- 2004 : Ragnarök the Animation
- 2004 : Babe My Love (13 épisodes)
- 2004 : DearS
- 2004 : Un pain c'est tout (13 épisodes)
- 2004 : Gokusen
- 2004-2005 : Mai-HiME
- 2005-2006 : Immortal Grand Prix
- 2007 : La Tête à Toto
- 2007-2008 : Master Hamsters (en)
- 2007-2008 : Chop Socky Chooks
- 2007-2009 : Pop Secret
- 2007-2011 : La Ferme en folie (avec Martial Le Minoux)
- depuis 2009 : Les Griffin (avec Michel Dodane)
- 2011-2016 : Kung Fu Panda : L'Incroyable Légende
- 2013 : Lego Star Wars : Les Chroniques de Yoda (saison 1)
- 2013-2014 : La Légende de Korra (saisons 2 à 4, avec Gilbert Lévy et Laurence Stévenne)
- 2013-2019 : Steven Universe
- 2014 : Linkers : Codes Secrets
- 2014-2016 : Corneil et Bernie (saison 2)
- 2016 : Le Donjon de Naheulbeuk (45 épisodes)
- 2016-2020 : Rusty Rivets : Inventeur en herbe
- 2016-2020 : Le Livre de la jungle (saisons 2 et 3)
- 2018 : Sword Gai (en)
- 2019-2020 : Steven Universe Future
- 2020 : Rocky Kwaterner
- 2021 : Resident Evil: Infinite Darkness
- 2021 : Adventure Beast
- depuis 2021 : Invincible (avec Stanislas Forlani)
- 2022 : Foot 2 Rue (saison 4)
- 2022 : Oni: Légendes du tonnerre (en)
- depuis 2022 : The Boys présentent : Les Diaboliques
- depuis 2022 : Les Enquêtes sauvages
- 2023 : Pluto
- 2024 : Sausage Party : Bouff'land (en) (mini-série)
- 2024 : Rising Impact

#### Émissions
- 2007-2019 : Poker After Dark (120 émissions)
- 2010-2012 : Learning from the Pros
- 2011-2015 : Relooking extrême, spécial obésité
- 2012-2014 : Gang de macaques
- 2014 : Spawn of Jaws: The Birth
- depuis 2014 : En pleine nature avec Bear Grylls
- 2015 : Bear Grylls Breaking Point
- 2016-2017 : Kids vs Wild, seuls face à la nature
- 2016-2017 : Bike Brothers
- 2016-2018 : Unique Customs
- 2018 : Star vs Wild avec Bear Grylls

## Voix off

### Documentaires
- Comment ça marche sur Discovery Channel : le narrateur
- Science of the Movies sur Discovery Channel : voix principale
- …, etc.

### Émissions
- Ink Master

Ridiculous - Steelo brim